# Шрамченко Олександр Миколайович
Олександр Миколайович Шрамченко (1859 — 1921), український культурний діяч, етнограф родом з Чернігівщини. Після закінчення у 1887 році історико-філологічний факультету Київського університету учителював на Кавказі, згодом на Холмщині (до 1909), збирав фольклорні матеріали. Відтоді в Києві, член Наукового Товариства, публікується в журналі «Киевская Старина», згодом — відповідальний редактор журналу «Україна», редактор «Українського Етнографічного Збірника» Наукового Товариства, з 1919 — секретар комітету Всенародної Бібліотеки при ВУАН. Перекладач на українську мову творів Володимира Антоновича.

## Родина
Олександр Миколайович Шрамченко — нащадок Левка Шрамченка, ніжинського полкового обозного.
Син — Святослав і дві доньки — Олена та Людмила народилися у Баку наприкінці XIX ст. Сестра — Шрамченко Ганна Миколаївна (1852 — 1931).